# Surazomus cumbalensis
Surazomus cumbalensis är en spindeldjursart som först beskrevs av Kraus 1957.  Surazomus cumbalensis ingår i släktet Surazomus och familjen Hubbardiidae. Inga underarter finns listade i Catalogue of Life.